# Фаун (божанство)
Фаун (лат. Faunus) је римски бог шума и поља, заштитник плодности и летине.

## Митологија
Фаун је, према римској митологији био син бога врачања Пика, и када је одрастао постао је краљ Лација. Он је задужио људе, не само као заштитник ратарства, већ као неко ко је људе научио орању и обрађивању земље. Фаун је по таквим својим карактеристикама био слично Деметри у грчким митовима.
Фаун је имао за жену богињу Фауну, и са њом је имао сина Латина, који је постао краљ Латина.
Фаун се код Римљана јављао у још два облика:
- Лупрекус — Заштитник од напада вукова
- Силванус — Чувар шума

Од Силвануса се, временом развио Силван, посебан бог који је преузео дотадашњу улогу Марса, и Силван је постао заштитник шума и поља.
Временом су Римљани изједначили Фауна са грчким Паном, који се из божанског бића претворио у украсну фигура у парковима.
Неки прикази Фауна представљају га с козјим ногама, односно папцима.